# Pyrinia oroyata
Pyrinia oroyata là một loài bướm đêm trong họ Geometridae.